# Rodrigo Patricio Ruiz
Rodrigo Patricio Ruiz de Barbieri (Santiago del Cile, 10 maggio 1972) è un ex calciatore cileno, di ruolo attaccante.

## Carriera

### Club
Inizia la sua esperienza nell'Unión Española nel 1992. Poi si trasferisce in Messico per giocare con Puebla, Toros Neza, Santos Laguna, Tecos de la UAG e Veracruz in cui è stato in prestito per una stagione. Ruiz torna al Santos Laguna nel 2010 ed indossa la maglia numero 9. Ha giocato qualche minuto nella vittoria di 4-1 sull'Atlante. Ha fatto il suo primo gol contro il San Juan Jabloteh nella CONCACAF Champions League 2010-2011.
Nel giugno 2013 ha annunciato il suo ritiro dal calcio giocato.

### Nazionale
Durante le qualificazioni al Mondiale FIFA del 1998, Ruiz ha giocato una partita con la nazionale cilena contro l'Uruguay, in cui il Cile ha perso 1-0.